# Sing (Gary Barlow-album)
Sing er det tredje album fra Gary Barlow. Det blev udgivet 28. maj 2012 af hans eget pladeselskab, Decca Records. Det markerer Dronning Elizabeth 2.'s 60-årsjubilæum som regent.
Albummet er desuden Barlows første soloalbum siden Twelve Months, Eleven Days fra 1999 og det første siden Take That-genforeningen i 2005.
I udgivelsesåret blev Sing det første album i Storbritannien til at indtage 1. pladsen på både album- og singlehitlisten.

## Singler
1. "Sing" blev udgivet 28. maj 2012 som albummets første single. Højeste britiske placering var som nr. 1 på den officielle hitliste.

## Trackliste
1. "Sing (Military Wives)"
2. "Sing"
3. "Here Comes The Sun"
4. "Amazing Grace"
5. "Stronger As One"
6. "Land of Hope and Glory"
7. "God Save the Queen"

## Charts
| Hitlisterne fra 2012       | Højeste placering |
| -------------------------- | ----------------- |
| Australian Albums (ARIA)   | 87                |
| Irish Albums (IRMA)        | 61                |
| Scottish Albums (OCC)      | 1                 |
| UK Albums (OCC)            | 1                 |
| UK Download (OCC Download) | 1                 |